# 마라슐르
《마라슐르》(튀르키예어: Maraşlı)는 2021년 방영된 터키의 텔레비전 드라마이다.